# ピッティパンナ

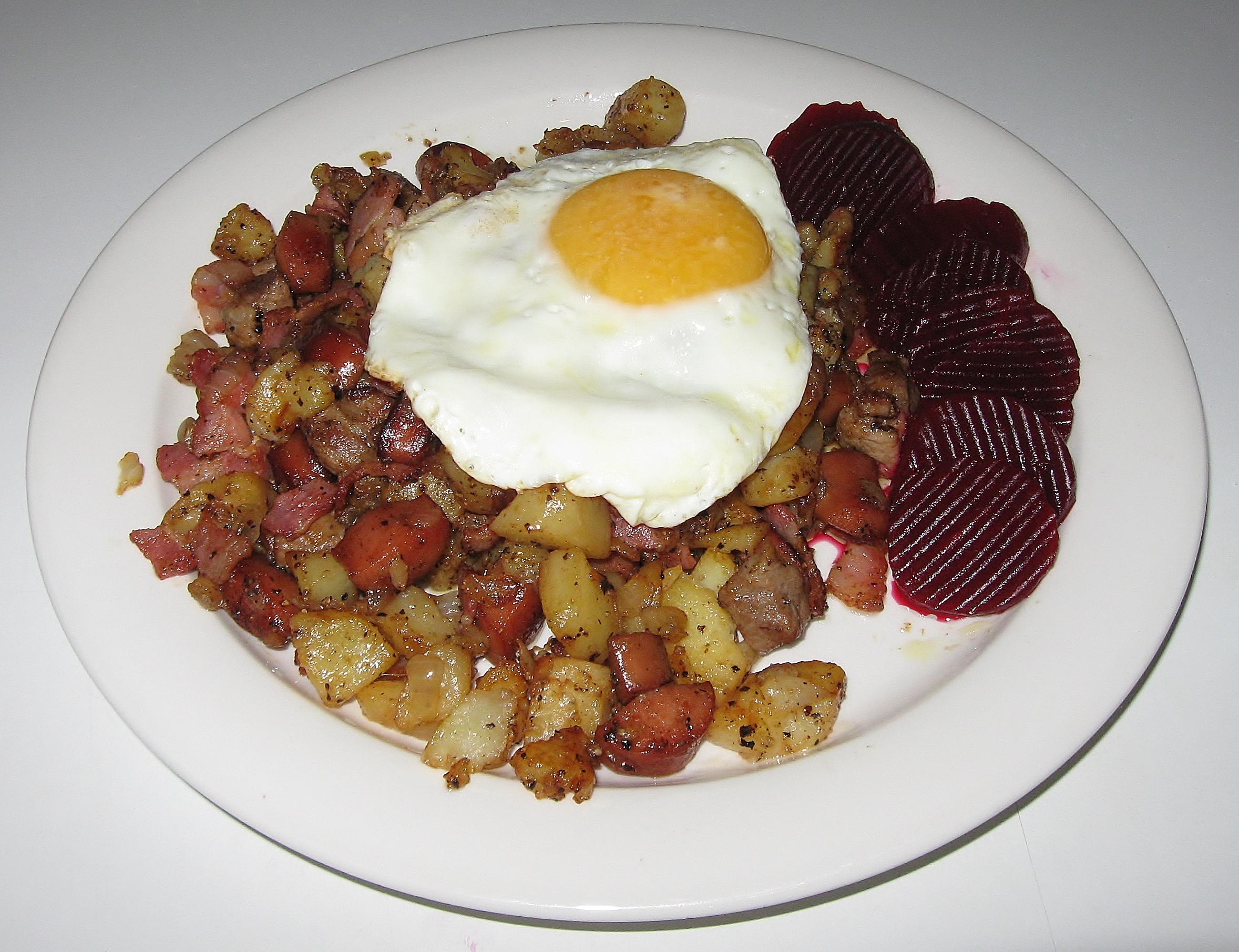
ピッティパンナ（目玉焼き、テーブルビートのピクルス添え）

ピッティパンナ（スウェーデン語: pyttipannaまたはpytt i panna）はスウェーデンの家庭料理。

## 概要
スウェーデン語で「フライパンの中の小さいもの」を意味する語である。
一般的には、細かく切ったゆでたジャガイモ、タマネギ、ソーセージなどを炒めて、目玉焼きを乗せる料理で、ジャガイモが余ったときに残りの食材で作られることも多い。残り物を利用するところから焼き飯、炒飯との類似性を指摘されることもある。
スウェーデン、デンマーク、ノルウェー、フィンランドのスーパーマーケットでは多くの野菜が入った冷凍のピッティパンナがスーパーマーケットで販売されている。ベジタリアンやビーガン向けのピッティパンナのように多くのバリエーションが存在する。
スウェーデンにおいて、ジャガイモは主食のあつかいであり、伝統的なスウェーデン料理にも欠かせない食材である。スウェーデンでピッティパンナによく用いられるソーセージはファールコルブである。またソーセージ以外にもハムやミートボールを角切りにしたものが用いられることもある。レストランで提供される際には牛ヒレ肉などが使われることもある。目玉焼きが添えられることが多い他、テーブルビートのピクルスをスライスしたもの、きゅうりピクルスをスライスしたもの、ケッパーなどが添えられることも多い。

## 類似する料理
フィンランド、ノルウェーにも同様の料理があり、フィンランド語: Pyttipannu、ノルウェー語: Pytt-i-panneと呼ばれている。デンマークにも同様の料理が存在するが、ビクセマー（またはビクセメズ）と呼ばれる。
- バブル・アンド・スクイーク - イギリス料理。ジャガイモ、メキャベツと残り物の野菜を軽く炒めて作る。
- コルカノン - アイルランド料理。ジャガイモをマッシュポテトにして緑色の野菜を添える。
- 農夫の朝食 - ドイツ料理。ベーコンやジャガイモなどを炒めて、溶き卵で閉じる。
- ストゥンプ - ブリュッセル料理。マッシュポテトに野菜を加え、タイム、ナツメグ、ベイリーフ等で風味付けする。

## ギャラリー

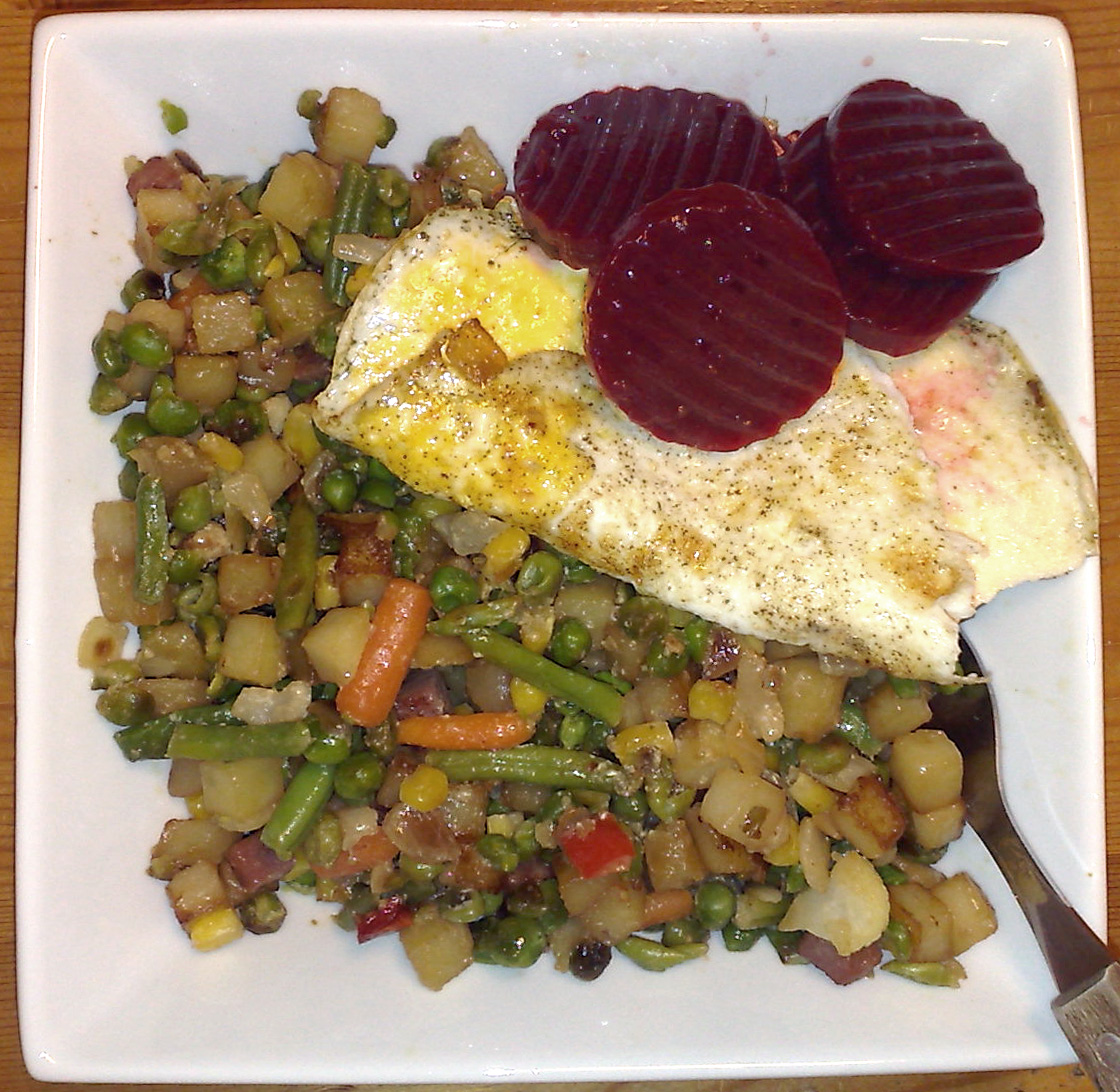
目玉焼き、テーブルビートのピクルスあり
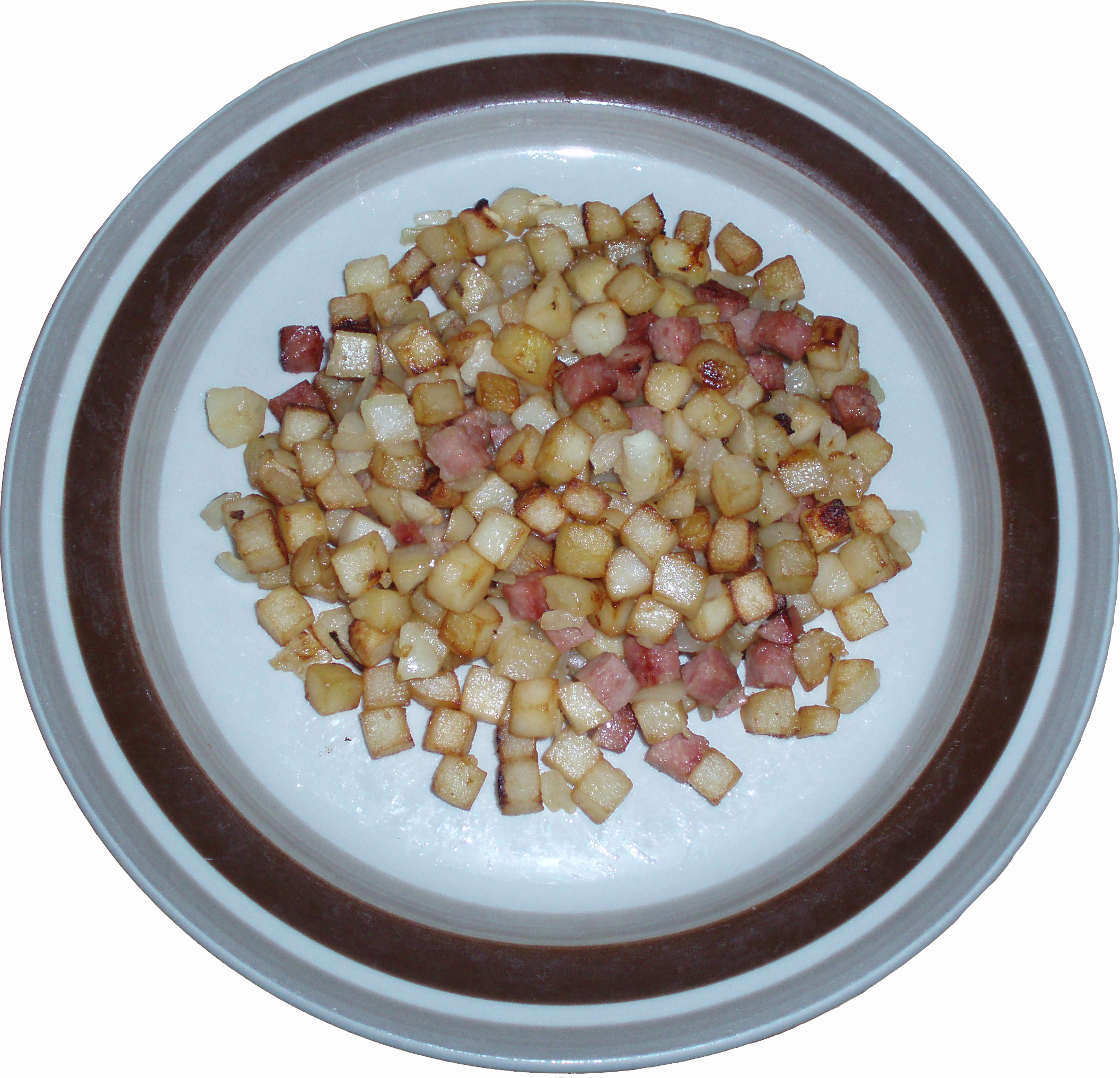
目玉焼きなし
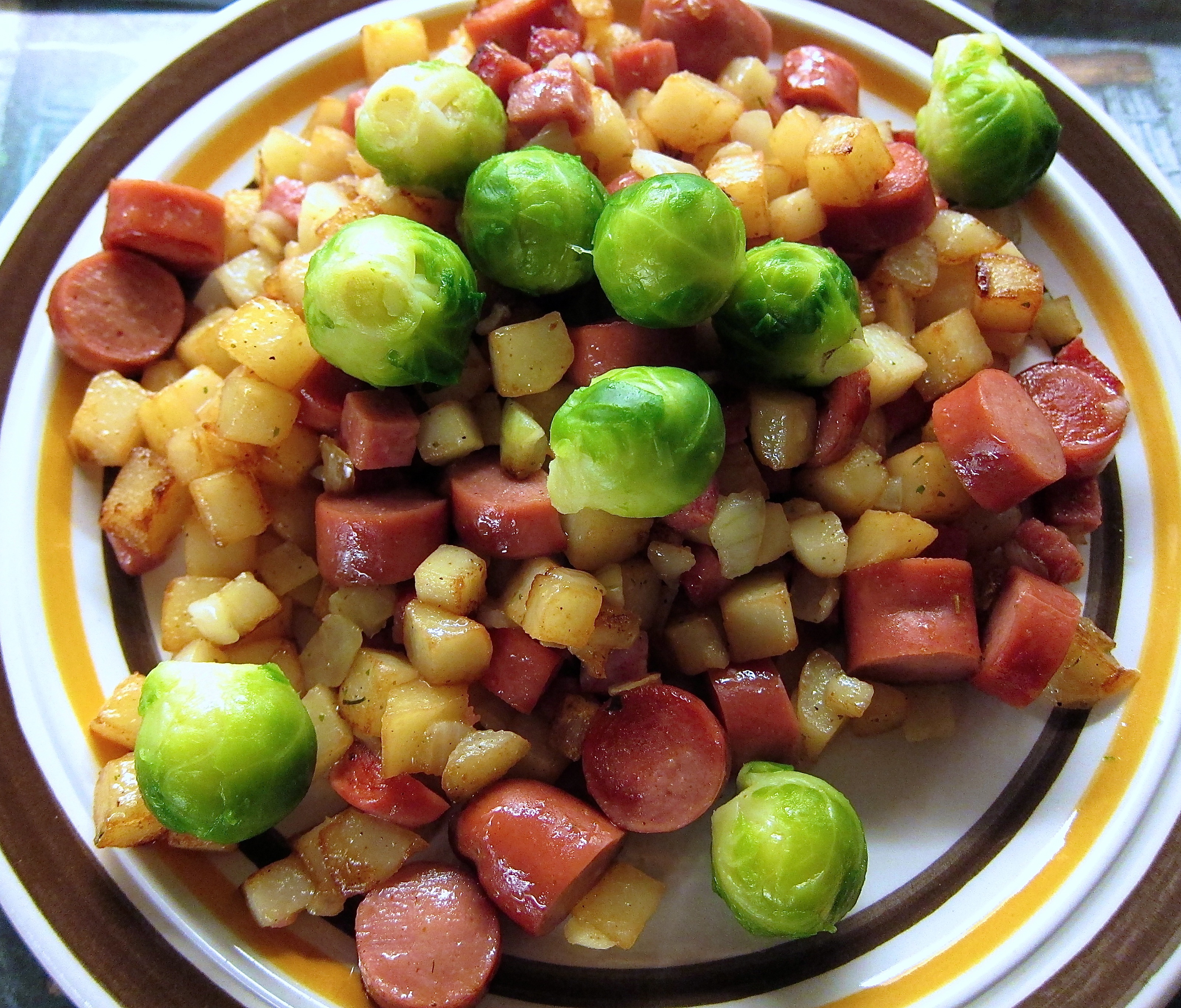
メキャベツ入り（目玉焼きなし）
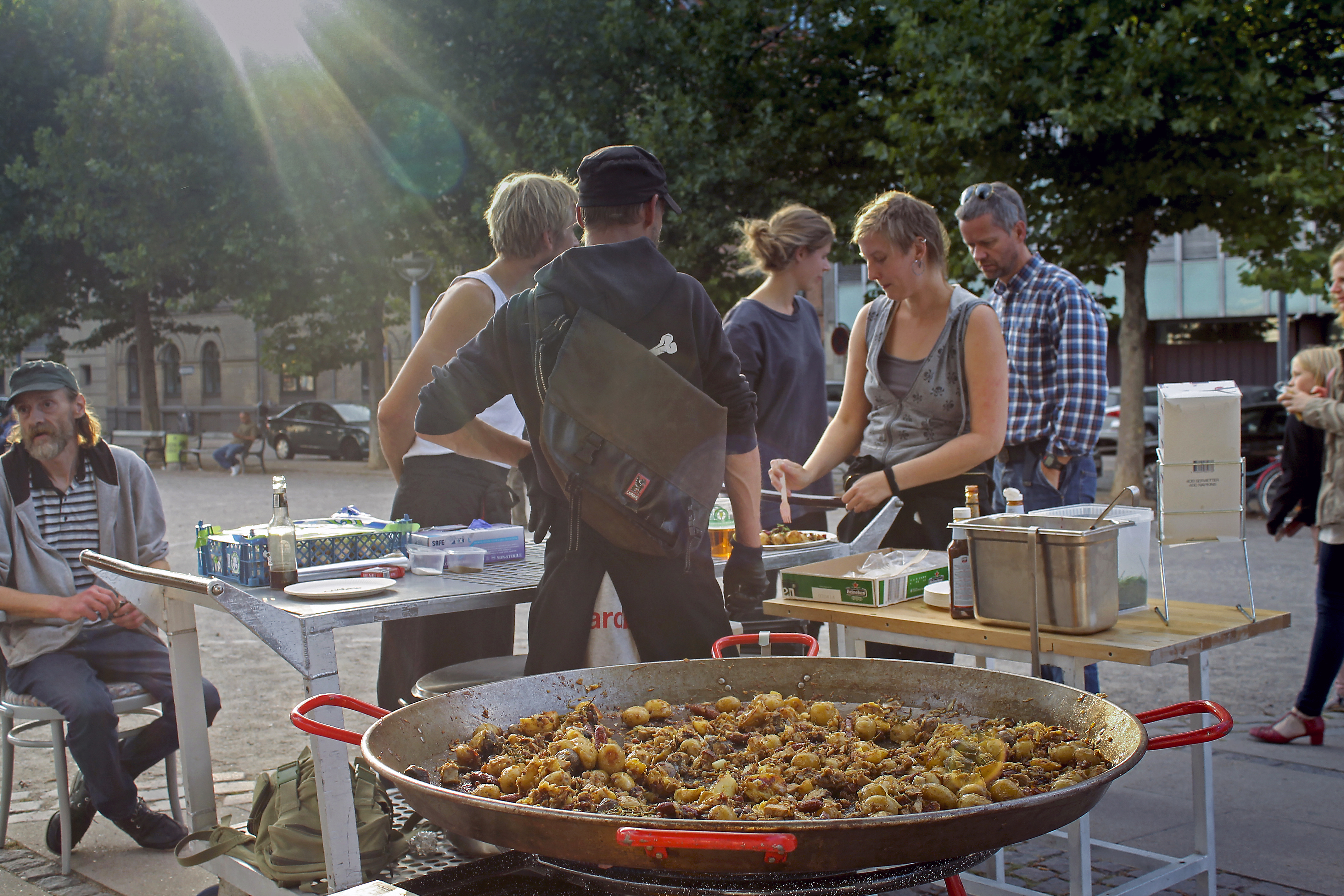
2013年のコペンハーゲンクッキング&フードフェスティバルで供されるピッティパンナ